# Četrtkov klub za umore
Četrtkov klub za umore je prvenec britanskega televizijskega voditelja in pisatelja Richarda Osmana. To je prvi del serija knjig o skrivnostnih umorih. Izšla je 3. septembra 2020 pri založbi Viking Press.

## Vsebina
Skupina upokojencev, ki jo sestavljajo Elizabeth Best, Ron Ritchie, Joyce Meadowcroft in Ibrahim Arif, se loti reševanja skrivnosti umora v izmišljeni luksuzni upokojenski vasi Fairhaven v Kentu.

## Objava in ozadje
Knjigo je pisal v tajnosti več kot 18 mesecev. Navdih zanjo je dobil med obiskom enega izmed prestižnih naselij za upokojence. Knjiga je v prvih treh dneh dosegla izjemen uspeh, saj je bila prodana v 45.000 izvodih in postala najbolje prodajana uspešnica po izboru Sunday Timesa. Do 8. septembra je bila na voljo v 16 državah. V tednu pred 19. decembrom je prodaja dosegla 134.514 izvodov, s čimer je knjiga postala prvi prvenec, ki je dosegel status božične številke ena v Združenem kraljestvu.

## Filmska adaptacija
Dne 5. marca 2020 je produkcijska hiša Stevena Spielberga Amblin Entertainment odkupila filmske pravice knjige. Snemanje naj bi se začelo marca 2024. Dne 18. aprila 2024 je bil za režiserja razglašen Chris Columbus.Dne 25. aprila je Netflix pridobil distribucijske pravice za film.Film vključuje igralsko zasedbo, ki jo vodijo Helen Mirren kot Elizabeth, Pierce Brosnan kot Ron, Ben Kingsley kot Ibrahim in Celia Imrie kot Joyce.